# Alton B. Parker

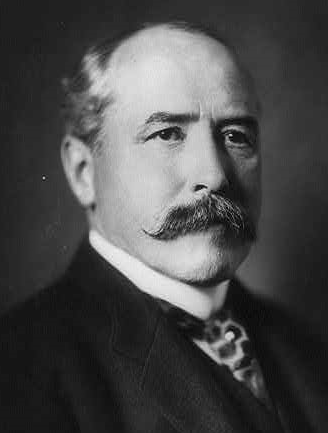
Alton B. Parker

Alton Brooks Parker (* 14. Mai 1852 in Cortland, New York; † 10. Mai 1926 in New York City) war ein amerikanischer Jurist und der US-Präsidentschaftskandidat der Demokratischen Partei im Wahlkampf des Jahres 1904.
Parkers Kanzlei befand sich in Kingston. Er galt als Rechtsexperte seiner Partei im Supreme Court von New York, dem er von 1885 bis 1897 angehörte. Im Anschluss (1898–1904) war er Vorsitzender Richter des New Yorker Appellationsgerichtshofes. Parker galt als Protegé des konservativen demokratischen Politikers David B. Hill (Gouverneur von New York 1885–1891, dann US-Senator).
1904 kandidierte er für die US-Präsidentschaft, wobei er speziell durch den früheren Präsidenten Grover Cleveland Unterstützung fand. Die Kandidatur erforderte die Aufgabe seiner bisherigen öffentlichen Ämter. In den Jahren 1896 bis 1900 war es jedoch zu einer Aufsplitterung innerhalb der Demokraten aufgrund unterschiedlicher Ansichten über wirtschaftliche Themen gekommen. Durch die Einigung auf den Präsidentschaftskandidaten Parker erhofften sich die Demokraten wieder eine Einheit, die zum Sieg im bevorstehenden Wahlkampf erforderlich war zu erlangen. Bei der Democratic National Convention in St. Louis wurde Parker mit 66,5 Prozent der Delegiertenstimmen vor William Randolph Hearst (19,59 Prozent) zum demokratischen Kandidaten gewählt; sein Running Mate für das Amt des Vizepräsidenten wurde der 80-jährige Henry G. Davis, ein ehemaliger US-Senator aus West Virginia.
Die gewünschte Einheit kam jedoch nicht zustande. Es gelang Parker nicht, sämtliche Demokraten auf seine Seite zu ziehen. Uneinigkeit innerhalb der Partei führte zur vernichtenden Niederlage gegen den amtierenden Präsidenten Theodore Roosevelt; Parker konnte dabei nur die damaligen demokratischen Hochburgen im Süden der USA von Texas bis Maryland gewinnen. Nach dieser Niederlage gelang es Parker nicht mehr, seine frühere Position in der Justiz des Landes zurückzugewinnen. Er arbeitete ausschließlich als Anwalt in seiner früheren Kanzlei.
Parker starb an einem Herzinfarkt, während er im Auto durch den Central Park in New York fuhr.